# 甌駱
甌駱（前257年—前179年），又作甌雒、甌貉，在越南又称蜀朝，是传说中位于今越南北部和广西南部的一個王国。:32
“西瓯骆”是百越的一支，指居住在南越国西部邊境地帶的西甌（又称瓯越）和骆越兩個部落。
根據《大越史記全書》《欽定越史通鑑綱目》等后世書籍的記載，前257年，古蜀王子安陽王蜀泮滅文郎，建立甌骆。不過根據現代學者考證，認為安陽王是西瓯（甌越）部族首領，文郎的鴻龐氏則是骆越部族首領。
安陽王在今日河內市以北35公里處建立古螺城，作為王國的首都。該國的“神機弩”非常出名。前207年，趙佗攻圢甌貉，戰後，將兒子趙仲始入贅給安阳王。仲始將神機弩折斷，最終導致安陽王戰敗自殺，甌骆也隨即被南越國所滅。
公元前179年，瓯骆屈服于南越国，最终被汉朝征服。:12:9其定都于红河三角洲古螺城，位于今日河内。:18

## 历史

### 建国
民间传说中，越南中北部在北属之前，曾分布着很多小国，称作文朗，政治结构是雄王-骆侯-骆将。:48:16:88约公元前257年，南疆的瓯越吞并了文朗。:66越南历史学家陶维英称，瓯越人分布在左江南岸、右江流域及泸江、吟江、梂江上游。:31瓯越首领蜀泮推翻了最后两位雄王，建立了同意的瓯骆，自称安阳王。:19:14, 16据Taylor (1983)：
我们对瓯骆的了解是传说与历史的混合。安阳王是越南历史上第一个有可靠记载的人物，但对其统治时期的了解仍停留在传说。:20-21

### 古螺城的建立

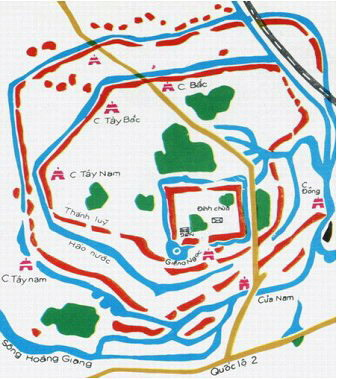
古螺地图

古螺是东南亚最大的史前城市聚落，:203是前新石器时代越南的第一个政治中心，:111占地600余公顷，:156:1013需要多达200万立方的材料。:122建造工程可能始于公元前4世纪，中期在公元前3、2世纪。:53古螺城城墙系统规模庞大，复杂的劳动组织形式及劳动力需求，都表明当时的政权有能力生产足够的产品、调动资源、确保城墙的持续建造与长期维护，标志着持久的集权，是高度“巩固、制度化与集中化的”。Kim (2015)估计，建造这样的大型项目，工作量大约有317.1~528.5万人日。:210它可以提供“物理与心理保护”，展示政权力量与自卫能力，从而遏制任何潜在威胁。:198-199
据《大越史记全书》，螺城得名于其外形“盘旋如螺形”。:21:74

### 灭亡
公元前204年，赵佗在番禺（今广州）建立了南越国。:128Taylor (1983)认为，南越国与瓯骆并存这段时间，瓯骆因共同的反汉情节暂时承认了南越，但不意味着南越有任何权威性。南越与汉朝的关系正常化后南越对瓯骆的影响逐渐减弱。:24
南越灭瓯骆之战没有得到真实记录。《交州外域記》和《晉太康記》（现已散佚，内容可见《水经注》引文）都提到赵佗初期失利，后来胜利。《史记》只提到吕雉去世（公元前180年）后，赵佗威逼利诱闽越、西瓯与骆越，使其屈服。
赵佗征服瓯骆、将其并入南越国，任用土著首领进行治理。:8:93:92赵佗在红河三角洲设交趾郡，在马江和蓝江流域设九真郡，:32:17主要兴趣似乎是贸易；其影响力仅限于一两个前哨之外。当地社会保持不变。:29:16, 17
公元前111年，汉平南越并统治了数百年。:28:42与南越国时期一样，权力掌握在地方豪强手中，被授予“印绶”作为身份象征，回报则是向宗主国进贡。:17:109直到东汉初年，当地的生活方式与统治阶级都没有受到汉化；到公元40年代，东汉才实行了更直接的统治，并加大了汉化力度。:19-22:141:115东汉完全巩固了对该地区的控制，建立了完整的行政机构，并以郡国并行制直接统治。:149–150:202,290–291

## 政府与社会
Kim (2015)基于历史、民族史与考古证据，认为公元前3、2世纪间“高度集权、具有持久政治结构的国家社会”是建造古螺城的原因。:9,142,185, 281其规模意味着“强大的军事力量与类似国家的中央集权”。:1025青铜器数量也表明当时存在集中生产、阶级社会与物质垄断。:155只有古螺城才有屋顶瓦片，旁证了其是首都。周围的村庄聚落似乎都向中央集权的政体缴税。:157
汉语文献对红河三角洲原住民的印象常常是“缺乏农业、冶金与政治知识”，:7认为其文明是汉朝统治的产物，否定本土的文化演变与社会复杂性，将任何发展都归因于汉化，即使他们自知已有了“稳定、有序、多产、人口众多且相对复杂”的社会。:142
诸骆社会中妇女的地位很高，:36是母系社会，即夫妻与娘家居住在一起的社会制度。于是，母亲的女性后代一直住在（或靠近）母亲的房子里，形成庞大的氏族。:159领主通过母亲的血统转移，女性有继承权。:20此外，他们还实行夫兄弟婚制，为母亲提供了继承人，保护了寡妇的利益，体现了女性的权威，尽管有些父权制社会利用这种做法将财富保留在男性家族的血脉中。:20:51:91

## 人口统计
汉朝征服之前，当地人口众多。:4据估计，古螺及周边地区的人口有数千，三角洲地区少则数万人，多则数十万人。:214-215根据公元2年的普查，交趾、九真、日南三郡共有98,1755人。:55:18其中一些可归因于北方移民，但规模不大，:54要到2世纪中叶后才会对人口数量造成影响。:66
后来的汉语文献称当地人为“骆”和“瓯”。:16一般认为骆人是南亚语系人群。Taylor (2013)认为，低地人群大多讲原始越芒语，红河三角洲以西、北的山区则分布一种类似于现代克木语的古语言。:19法国语言学家米歇尔·费卢斯（Michel Ferlus，2009）认为，越南人是越南北部东山文化（约公元前7至公元1世纪）的“最直接继承者”。具体而言，Ferlus (2009)指出，杵、桨和用来煮糯米饭的锅是东山文化的主要特征，与此相对，它们在北部越语（越芒语）和中部越语（土语）中产生了新词汇，是从原始动词中派生的，而非借词。:105瓯人则可能说与壮侗语系有关的语言。:19考古证据显示，前东山时期红河三角洲的南亚语痕迹十分明显，例如蛮白墓葬遗址（公元前1800年）的基因样本十分接近现代南亚语人群，而东山时期，则有相当比例的台语民族（称作瓯、俚獠）混入。:7

## 经济
经济特点是农业，包括湿稻种植、役用动物、金属农具、斧头和其他工具，以及灌溉系统。:142 湿作种植可能始于公元前第2千纪之初，可从古生物序列得到证明，:15:142金属农具则在中越发生重大互动前就已常用。:142Chapuis (1995)还认为当时存在渔业和一些专业化分工。:7
早在公元前第一千纪之前，越南北部也是重要的交通枢纽，通过广布的贸易网络同其他地区相联系，得益于其战略位置、通往交通主干线的通道与资源，如邻近主要河流及海岸、铜锡铅矿的大量分布。:12, 115-116, 124, 126, 130, 147:59Kim (2015)认为，南越征服瓯骆的主要原因是其经济价值，能使他们不受限制地进入东南亚其他地区。:123, 147

## 脚注
1. 1 2  Kiernan 2019.
2. ↑  《史记·卷113》：“且南方卑濕，蠻夷中間，其東閩越千人眾號稱王，其西甌駱裸國亦稱王。”
3. ↑  Kelley（2013）认为安阳王是真实的历史人物，但文字记载非常少，没有提及其国名。直到15世纪，“瓯骆”之名才见诸史料。Kelley 2013:66-69此外，虽然古螺在公元前3世纪有着复杂的考古遗存，Kim 2015:289但Kim (2015)却不愿将其与瓯骆联系起来，而代以“古螺政权”。Kim 2015:185, 273
4. ↑  .   [2023-01-29]. （原始内容存档于2023-01-29）.
5. ↑  《大越史记全书·前纪卷一》：“王既併文郎國，改國號曰甌貉國。”
6. ↑  陶维英. . 刘统文,子钺译. 北京: 商务印书馆. 1976: 294.
7. 1 2 3 4  Đào Duy Anh 2016.
8. ↑  《交州外域记》：“交趾昔未有郡县之时，土地有雒田，其田从潮水上下，民垦食其田，因名为雒民，设雒王、雒侯，主诸郡县。县多为雒将，雒将铜印青绶。后蜀王子将兵三万来讨雒王、雒侯，服诸雒将，蜀王子因称为安阳王。后南越王尉佗举众攻安阳王……南越进兵攻之，安阳王发弩，弩折遂败。安阳王下船迳出于海……越遂服诸雒将。”
9. ↑  《大越史记全书·外纪卷之一·鸿厖氏》任嚣、赵佗帅师来侵。佗驻军北江仙游山与王战，王以灵弩射之，佗败走........佗知王有神弩不可敌，退守武宁山，通使讲和。王喜，乃分平江〈今东岸天德江是也〉以北佗治之，以南王治之。
10. ↑  陶维英 越南古代史 1976 - 第270页 “秦朝的象郡，并建立瓯雒国，那末瓯雒国之建立必定在公元前210年后，亦即秦始皇死后不久；另一方面，赵佗必须占领瓯雒国才能自立为南越王。因此瓯雒国的建立必定在公元前207年之前，即赵佗自立为南越王之前。因此，瓯雒国的建立应在公元前210年……”
11. ↑  Hoàng 2007.
12. ↑  Dutton, Werner & Whitmore 2012.
13. 1 2 3 4 5 6 7 8 9 10 11 12 13 14 15  Kim 2015.
14. ↑  Nguyen 1980.
15. 1 2 3 4 5 6 7 8 9 10 11 12  Taylor 2013.
16. ↑  Kelley 2014.
17. ↑  Kelley 2013.
18. 1 2 3 4 5 6 7 8  Taylor 1983.
19. 1 2  Miksic & Yian 2016.
20. 1 2  Kim, Lai & Trinh 2010.
21. 1 2  Higham 1996.
22. ↑  Hilgers 2016.
23. ↑  Higham 1996，第122頁; Kim, Lai & Trinh 2010，第1025頁; Kim 2015，第6, 144, 203, 205, 225, 228, 230, 232頁; Hilgers 2016，第53頁.
24. ↑  《大越史记全书》：“王於是築城于越裳，廣千丈，盤旋如螺形，故號螺城。”
25. ↑  Lockhart & Duiker 2006.
26. ↑  Loewe 1986.
27. ↑  《水经注·卷37》：“《交州外域記》曰：交趾昔未有郡縣之時，土地有雒田，其田從潮水上下，民墾食其田，因名爲雒民，設雒王、雒侯，主諸郡縣。縣多爲雒將，雒將銅印青綬。後蜀王子將兵三萬來討雒王、雒侯，服諸雒將，蜀王子因稱爲安陽王。後南越王尉佗舉衆攻安陽王，安陽王有神人名臯通，下輔佐，爲安陽王治神弩一張，一發殺三百人，南越王知不可戰，卻軍住武寧縣。按《晉太康記》，縣屬交趾。越遣太子名始，降服安陽王，稱臣事之。安陽王不知通神人，遇之無道，通便去，語王曰：能持此弩王天下，不能持此弩者亡天下。通去，安陽王有女名曰媚珠，見始端正，珠與始交通，始問珠，令取父弩視之，始見弩，便盜以鋸截弩訖，便逃歸報南越王。南越進兵攻之，安陽王發弩，弩折遂敗。安陽王下船逕出於海，今平道縣後王宮城見有故處。”
28. ↑  《史记·南越列传》：“佗因此以兵威邊，財物賂遺閩越、西甌、駱，役屬焉，東西萬餘里。”
29. ↑  Jamieson 1995.
30. ↑  Brindley 2015.
31. ↑  Buttinger 1958.
32. ↑  Taylor 1980.
33. ↑  Higham 1989.
34. ↑  Kim 2015，第147, 157頁; Kim, Lai & Trinh 2010，第1012頁; O'Harrow 1979，第143-144頁; Hilgers 2016，第50頁.
35. 1 2 3 4 5  O'Harrow 1979.
36. ↑  Tessitore 1989.
37. ↑  De Vos & Slote 1998.
38. ↑  Holmgren 1980.
39. ↑  Schafer 1967，第14頁; O'Harrow 1979，第142頁; Paine 2013，第171頁.
40. ↑  Ferlus 2009.
41. ↑  Lipson et al. 2018.
42. ↑  Alves 2019.
43. ↑  Chapuis 1995.
44. ↑  全新世中期，海平面上升并淹没了低洼地带，地质数据显示，海岸线位于今日的河内附近。:12
45. ↑  Calo 2009.

## 书目
- 郦道元, , 卷 37
- 司马迁, , , 卷113
- Alves, Mark. . Contact Zones and Colonialism in Southeast Asia and China's South (~221 BCE - 1700 CE). 2019  [2023-12-06]. doi:10.13140/RG.2.2.32110.05446. （原始内容存档于2023-03-26）.
- Brindley, Erica. . Cambridge University Press. 2015. ISBN 978-110-70847-8-0.
- Buttinger, Joseph. . Praeger Publishers. 1958.
- Calo, Ambra. . Oxford: Archaeopress. 2009. ISBN 9781407303963.
- Chang, Yufen. . Journal of Historical Sociology (John Wiley & Sons, Ltd). 2022, 35 (1): 37–54  [2023-12-06]. ISSN 0952-1909. S2CID 247835010. doi:10.1111/johs.12363. eISSN 1467-6443. （原始内容存档于2023-04-04）.
- Chapuis, Oscar. . Greenwood Press. 1995. ISBN 0-313-29622-7.
- De Vos, George A.; Slote, Walter H. (编). . State University of New York Press. 1998. ISBN 978-0-791-43735-3.
- Dutton, George; Werner, Jayne; Whitmore, John K. (编). . Introduction to Asian Civilizations. Columbia University Press. 2012. ISBN 978-0-231-13862-8.
- 陶维英. . Nha Nam. 2016 [First published 1964]. ISBN 978-604-94-8700-2 （越南语）.
- 陶维英. . Hanoi Publishing House. 2020 [First published 1958]. ISBN 978-604-556-114-0 （越南语）.
- Ferlus, Michael. . Journal of the Southeast Asian Linguistics Society. 2009, 1: 95–108.
- Hilgers, Lauren. . Archaeology (Archaeological Institute of America). 2016, 69 (4): 48–53  [2023-12-06]. JSTOR 26348729. （原始内容存档于2023-04-05） –JSTOR.
- Hoàng, Anh Tuấn. . BRILL. 2007. ISBN 978-90-04-15601-2.
- Higham, Charles. . Cambridge University Press. 1989.
- Higham, Charles. . Cambridge University Press. 1996. ISBN 0-521-56505-7.
- Holmgren, Jennifer. . Australian National University Press. 1980.
- Kelley, Liam C. . Anderson, James A.; Whitmore, John K.  (编). . United States: Brills. 2014: 78–106.
- Kelley, Liam C. . The Journal of the Siam Society. 2013, 101 –ResearchGate.
- Kiernan, Ben. . Oxford University Press. 2019. ISBN 978-0-190-05379-6.
- Kim, Nam C.; Lai, Van Toi; Trinh, Hoang Hiep. . Antiquity. 2010, 84 (326): 1011–1027. S2CID 162065918. doi:10.1017/S0003598X00067041.}
- Kim, Nam C. . Oxford University Press. 2015. ISBN 978-0-199-98089-5.
- Kim, Nam C. . Bondarenko, Dmitri M.; Kowalewski, Stephen A.; Small, David B.  (编). . World-Systems Evolution and Global Futures. Springer Publishing. 2020: 225–253. ISBN 978-3-030-51436-5. S2CID 226486108. doi:10.1007/978-3-030-51437-2_10.
- Li, Tana. . Li, Tana; Anderson, James A.  (编). . Pennsylvania: University of Pennsylvania Press. 2011: 39–53. ISBN 978-0-812-20502-2.
- Lipson, Mark; Cheronet, Olivia; Mallick, Swapan; Rohland, Nadin; Oxenham, Marc; Pietrusewsky, Michael; Pryce, Thomas Oliver; Willis, Anna; Matsumura, Hirofumi; Buckley, Hallie; Domett, Kate; Hai, Nguyen Giang; Hiep, Trinh Hoang; Kyaw, Aung Aung; Win, Tin Tin; Pradier, Baptiste; Broomandkhoshbacht, Nasreen; Candilio, Francesca; Changmai, Piya; Fernandes, Daniel; Ferry, Matthew; Gamarra, Beatriz; Harney, Eadaoin; Kampuansai, Jatupol; Kutanan, Wibhu; Michel, Megan; Novak, Mario; Oppenheimer, Jonas; Sirak, Kendra; Stewardson, Kristin; Zhang, Zhao; Flegontov, Pavel; Pinhasi, Ron; Reich, David. . Science (American Association for the Advancement of Science (AAAS)). 2018-05-17, 361 (6397): 92–95. Bibcode:2018Sci...361...92L. ISSN 0036-8075. PMC 6476732 . PMID 29773666. bioRxiv 10.1101/278374 . doi:10.1126/science.aat3188.
- Loewe, Michael. . Twitchett, Denis C.; Fairbank, John King  (编). . Cambridge: Cambridge University Press. 1986: 110–128.
- Lockhart, Bruce; Duiker, William. . Lanham: Scarecrow Press. 2006.
- Miksic, John Norman; Yian, Go Geok. . Taylor & Francis. 2016. ISBN 978-1-317-27903-7.
- Nguyen, Ba Khoach. . Asian Perspectives (University of Hawai'i Press). 1980, 23 (1): 23–53. JSTOR 42929153.
- O'Harrow, Stephen. . Asian Perspectives. 1979, 22 (2): 140–164  [2023-12-06]. JSTOR 42928006. （原始内容存档于2023-10-15） –JSTOR.
- Jamieson, Neil L. . University of California Press. 1995. ISBN 978-0-520-20157-6.
- Paine, Lincoln. . Knopf Doubleday Publishing Group. 2013. ISBN 978-0-307-96225-6.
- Schafer, Edward Hetzel. . Los Angeles: University of California Press. 1967.
- Schuessler, Axel. . University of Hawaii Press. 2007.
- Taylor, Keith. . The Journal of Asiatic Studies. 1980, 23 (1): 139–164.
- Taylor, Keith Weller. . University of California Press. 1983. ISBN 978-0-520-07417-0.
- Taylor, Keith Weller. . Cambridge University Press. 2013  [2023-12-06]. ISBN 978-0-521-87586-8. （原始内容存档于2023-04-04）.
- Tessitore, John. . Asian Perspectives. 1989, 28 (1): 31–44. JSTOR 42928187.
- Watson, Burton. . Columbia University Press. 1961.
- Wu, Chunming; Rolett, Barry Vladimir. . Springer Singapore. 2019. ISBN 978-981-329-256-7.
- Yu, Ying-shih. . Twitchett, Denis C.; Fairbank, John King  (编). . Cambridge: Cambridge University Press. 1986: 377–463.